# 墨玉邊疆區
墨玉邊疆區，是一個短暫的緬甸行政區，它存在於1961年至1964年之間。它覆蓋了若開邦北部的阿拉干地區的鄉鎮， 該區直接由仰光管理。

## 地理
墨玉邊疆區以墨玉河命名。它包括孟都镇区，布迪当镇区和拉代当镇区。墨玉山脈把孟都镇区和布迪当镇区分開，納夫河河口形成了該地區的北部邊界，以及與東巴基斯坦的國際邊界。

## 背景
1960年緬甸國會選舉後，緬甸衛生部長蘇丹馬赫穆德提倡為阿拉干北部的印度人社區成立一個州。馬哈茂德建議將加叻丹河作為穆斯林占多數的北部與南部佛教徒之間的邊界。馬哈茂德向國家諮詢委員會提交了他的建議。馬哈茂德說，如果印度少數民族有足夠的保護和代表權，會接受與阿拉干佛教徒聯合。如果沒有足夠的保障措施，馬哈茂德建議直接從首都仰光管理一個單獨的北阿拉干地區。
1961年5月1日，緬甸總理吳努實施了馬哈茂德的想法，儘管新區並沒有延伸到卡叻丹河。

## 人口
墨玉邊疆區以阿拉干印度人多數，其中大多數是穆斯林。在此期間，“羅興亞人”一詞被廣泛用於標註阿拉干印度社區，包括緬甸領導人的演講和緬甸廣播節目。個詞在1949年向第一緬甸屆政府提交備忘錄後由當地人穆罕默德·阿卜杜·賈法爾推廣。

## 行政
1961年至1962年間，墨玉邊疆區由仰光民選政府管理。1962年緬甸政變結束了緬甸議會民主制。政變後，墨玉邊疆區由緬甸國防軍和聯邦革命委員會直接管理。

## 解散
緬甸軍隊於1964年2月結束了該地區的特殊地位。墨玉邊疆區由內政部負責，緬甸軍隊管理。1974年，當緬甸獨裁者奈溫宣布緬甸聯邦社會主義共和國時，墨玉邊疆區被併入阿拉干州（若開邦）。